# Салим Салимов
Салим Салимов е български боксьор-национал, състезавал се в категориите до 48 kg и до 51 kg.

## Биография
Роден е на 5 май 1982 г. в Омуртаг. Състезател на „Омуртаг“, от декември 2002 г. е в „Левски – Лучано“.
На Световното първенство по бокс за младежи в Будапеща през 2000 г. става вицешампион. Печели бронзов медал на Европейското първенство в Пула през 2004 г. Участва в Олимпийските игри в Атина през 2004 г. Шампион на първенството на Европейския съюз по бокс през 2006 г. в категория до 51 kg.